# Lagoa da Canoa (ort)
Lagoa da Canoa är en ort i Brasilien.   Den ligger i kommunen Lagoa da Canoa och delstaten Alagoas, i den östra delen av landet, 1 400 km nordost om huvudstaden Brasília. Lagoa da Canoa ligger 289 meter över havet och antalet invånare är 13 422.
Terrängen runt Lagoa da Canoa är platt. Runt Lagoa da Canoa är det ganska tätbefolkat, med 155 invånare per kvadratkilometer.. Närmaste större samhälle är Arapiraca, 12,0 km nordost om Lagoa da Canoa.
Omgivningarna runt Lagoa da Canoa är en mosaik av jordbruksmark och naturlig växtlighet.